# 锡斯拉
锡斯拉（西班牙語：Cisla）是西班牙卡斯蒂利亚-莱昂阿维拉省的一个市镇。 总面积20km2, 总人口190人（2001年），人口密度10人/km2。